# Weinmannia sorbifolia
Weinmannia sorbifolia är en tvåhjärtbladig växtart som beskrevs av Carl Sigismund Kunth. Weinmannia sorbifolia ingår i släktet Weinmannia och familjen Cunoniaceae.

## Underarter
Arten delas in i följande underarter:
- W. s. crenata
- W. s. sclerophylla